# Мочкаси
Мочка́си (рос. Мочкасы, чув. Мачкасси) — присілок у складі Поріцького району Чувашії, Росія. Входить до складу Козловського сільського поселення.
Населення — 105 осіб (2010; 130 у 2002).
Національний склад:
- росіяни — 91 %

Стара назва — Мачкаси.